# Восточная совка
Восточная совка, или уссурийская совка, или восточноазиатская совка, или восточная сплюшка (лат. Otus sunia) — вид хищных птиц из рода совок семейства совиных. Мелкая хищная ночная птица длиной около 20 см при массе менее 100 г. Обитает на всём юго-востоке Азии, от Сибири до Индии. Северные популяции совок — перелётные, южные — оседлые. Питается насекомыми, паукообразными и мелкими грызунами. Считается полезной, так как уничтожает сельскохозяйственных вредителей, но в свете малого количества птиц на единицу занимаемой территории не имеет важного хозяйственного значения. В естественных условиях гнездится в дуплах деревьев, но при этом легко занимает скворечники. Восточные совки используют для коммуникации разнообразные звуковые сигналы, самцы могут модифицировать свою брачную песнь в зависимости от наличия конкурентов и тональности их песен. Оседлые популяции начинают откладывать яйца с февраля, перелётные — с апреля. Восточные совки откладывают одну кладку за сезон, в среднем 5 яиц в кладке. Птенцов высиживает только самка, а самец обеспечивает её, а потом и птенцов, пищей. В современной классификации насчитывается 9 подвидов восточных совок. Размер ареала и численность популяций позволяет классифицировать этот вид как вызывающий наименьшие опасения по классификации МСОП. Тем не менее в ряде мест восточные совки страдают от уничтожения их среды обитания.

## Описание

### Внешний вид
Общая длина птицы 179—210 мм, размах крыльев 497—525 мм, при массе 75—87 г (самцы) и 79—95 г (самки). Взрослые особи могут относиться к одной из двух цветовых морф (серой или рыжей). Изредка встречается третья морфа — золотистая. Возрастные, половые и сезонные различия в окраске восточных совок отсутствуют, но возможны сезонные колебания массы птиц. Голова и туловище птицы имеют однотонный (серый или рыжий в зависимости от принадлежности к цветовой морфе) фон, на котором проступают мелкие поперечные и крупные продольные пестрины. Брюшная сторона птицы светлее и пестрин на ней больше. Пестрины на спине размытые, не выделяющиеся. Лицевой диск совки светло-серый, преобладают тонкие поперечные полосы. По бокам диска можно наблюдать неширокую полосу из более тёмных перьев, которые у встревоженной особи топорщатся и образуют «ушки» (высотой 15—25 мм). Пальцы совок не покрыты перьями, как не покрыты и голени. Цвет кожи ног светло-серый, а цвет когтей тёмно-бурый. Длина цевки составляет около 22 мм у самцов и около 24 мм у самок. Радужина глаз жёлтая, у молодых птиц она темнее, чем у взрослых. Как и у других совок, клюв восточной совки сильно изогнут и сжат с боков. Цвет клюва тёмно-бурый, его размеры невелики (в среднем 17,5 мм), и он почти целиком скрыт пёрышками, растущими от его основания. Восковица немного вздута. Длина хвоста составляет 70—80 мм. В крыльях восточных совок 11 первостепенных маховых перьев, первое из которых рудиментарное, и 12 рулевых перьев. Формула крыла описывается как IV-III-V-II-VI-VII-I. Длина крыла самцов 138—154 мм, а самок 140—158 мм.
Пуховой наряд птенцов — белый с блеском. Пух густой. Длина пуха варьирует от 6—7 мм на голове до 12—13 мм на боках птенца. Пух не покрывает пальцы. Мезоптиль (следующий, после пухового, наряд) восточной совки имеет серо-бурый цвет. На голове и спине он пятнистый, на животе — поперечно-полосатый. «Ушки» чуть-чуть выступают над головой. Телеоптиль, следующий после мезоптиля наряд, практически не отличается от окраски взрослой птицы.

### Линька
Линька восточной совки изучена недостаточно. Предположительно, последовательность нарядов этого вида соответствует таковой у других видов совок. Первый наряд птенца совки — пуховой, состоит из густого белого пуха. Первые пуховые перья (мезоптиль) появляются уже в течение недели, а птенцы возраста трёх недель уже демонстрируют полное покрытие тела серыми перьями мезоптиля. По прошествии четырёх недель наступает стадия телеоптиля: новые, контурные перья заменяют предыдущие, пуховые. Отрастают маховые и рулевые перья, а также характерные ушные перья совки. Первая годовая линька молодых птиц приходится на август и первую половину сентября, а взрослых птиц — на июль и август. Существует предположение, что линька прекращается на время осенней миграции совок и возобновляется на зимних местах обитания.

### Вокализация
Восточная совка использует широкий спектр голосовых сигналов. Птенцы в пуховом наряде издают слабый писк. Птенцы, оставившие гнездо, издают свистящее шипение, которое может быть слышно довольно далеко. У испуганных птиц шипение становится прерывистым, к нему добавляется щёлканье клювом. Во время следующей (августовской) линьки шипение превращается в протяжный свист, который впоследствии сокращается до начального и конечного клекотания. Молодые совки в спокойном состоянии издают тихий свист, звучащий как «ооок-оооу». У встревоженных совок свист превращается в подобие мурлыканья «у-р-р-р-р-р», а у напуганных — в резкий крик «аауу». Весной и летом, в период тока, взрослые самцы издают брачный крик «уть-то-та, уть-то-та» до 30 раз в минуту, и его слышно в радиусе до 400 м (другие исследователи пишут о том, что брачную песню самца можно передать как двусложный свист «ке—вюю, ке—вюю»). При наличии у самца конкурентов тональность его песни может меняться. Самки в этот период издают ответное верещание. Восточные совки перестают кричать в период перед началом перелёта. Во время пролёта они практически бесшумны.

## Ареал
Гнездовой ареал восточной совки распространяется на бо́льшую часть востока Азии. Северная оконечность ареала находится в районе 51° с. ш. (до верхнего Амура). Гнездовья восточной совки были обнаружены на Сахалине. Дважды восточные совки были замечены весной на Аляске. На юге Азии гнездится практически до экватора, в том числе на части Филиппин и островов Малайзии. На востоке ареал совки ограничен Тихим океаном и включает в себя все острова Японии. На западе граница ареала проходит в Индии. Подвиды совок, обитающие в северных широтах, — перелётные. Зимуют на юго-востоке Китая, на острове Тайвань и южнее, в Малайзии и даже на Суматре (два наблюдения). Общая площадь ареала (Extent of occurence) составляет около 16 700 000 км². На протяжении большей части своего ареала восточная совка обитает на высоте, не превышающей 1500 м над уровнем моря. Исключение составляет область Гималаев, где эта птица встречается на высоте до 2300 м.

## Образ жизни

### Суточная активность
Восточные совки — ночные птицы. Днём они спят в укрытиях, в кустах или на деревьях, на земле — крайне редко. Спят с закрытыми глазами и прижатыми к голове «ушками», сон чуткий. Только в период размножения совка проявляет активность днём — в этот период самцы могут издавать брачный крик в любое время суток. Основная активность восточных совок наблюдается в вечерние и предутренние часы. В середине ночи совки снижают активность и на порядок реже возвращаются к гнёздам. Уровень освещённости служит ограничивающим фактором активности — она резко падает при освещённости выше 1600 люкс.

### Методы охоты
Восточная совка охотится в ночное время суток, причём личинок насекомых и взрослых ползающих насекомых совка ловит в основном во второй половине ночи. Главной добычей служат крупные насекомые, пауки и мышевидные грызуны. Жертву хватает лапами. Совка может схватить свою жертву как на земле, так и в воздухе или со стволов деревьев. Восточная совка способна на лету выхватить паука из паутины. Мелкую добычу она может заглатывать целиком, а крупную уносит в лапах или в клюве. Птица умерщвляет жертву, сидя на ветке дерева, посредством удушения или ударами об это дерево.

### Питание
Рацион восточной совки изменяется в процессе развития, а также в зависимости от сезона. По данным различных исследований, птенцы совки потребляют в основном взрослых чешуекрылых и, в меньшей степени, пауков, жесткокрылых и личинок прямокрылых. Летом, при наличии большого количества членистоногих, грызуны и птицы играют в рационе восточных совок второстепенную роль. Изредка охотится на гекконов. Ранней весной, когда количество насекомых минимально, восточная совка питается в основном мышевидными грызунами.

### Хищники и другие враги
Наиболее опасными для восточных совок (как, впрочем, и для других мелких совок) являются животные, охотящиеся на гнёзда, как, например, представители семейства куньих и змеи. Для самок этого вида, сидящих на яйцах, опасны поползни, которые могут замуровать их в дупле с целью последующего захвата дупла.

## Жизненный цикл

### Спаривание
Восточные совки достигают половой зрелости в течение первого года жизни, а в конце первого года спариваются. Самцы совок занимают подходящие для гнездования места и начинают подавать голос. Через несколько дней прилетают самки, и начинается образование пар. Ток начинается в начале мая, период наибольшей брачной активности самцов приходится на май и середину июня. Затем активность снижается, но продолжается до середины июля. Каждая пара совок занимает определённую территорию, радиус которой составляет от 100 до 300 метров от гнезда.

### Гнездо и кладка
Восточные совки гнездятся в дуплах деревьев, равно предпочитая как естественные дупла, так и дупла, выдолбленные дятлами; могут гнездиться в скворечниках и в выемках стен. Совки не специализируются на каких-то определённых породах деревьев, но для них важны размеры дупла. Они занимают дупла, расположенные на высоте от 2 до 20 метров от земли. Предпочтительная ширина дупла — около 20 см (практически не используют дупла диаметром свыше 30 см), а глубина — 13—19 см. Предпочтительный диаметр летка — около 8 см. Совки не выстилают дупло и откладывают яйца прямо на древесную труху или на остатки прошлогодних гнёзд других птиц, занимавших дупло. Оседлые подвиды совок, обитающие в Индии и Пакистане, начинают откладывать яйца с середины февраля и заканчивают в апреле-мае. Перелётные подвиды, гнездящиеся в Сибири и Китае, откладывают яйца с апреля по июнь (в холодный год до середины июля), а подвид, гнездящийся в Японии, — с мая по июнь. Самка откладывает по одному яйцу каждые сутки в вечерние часы. Размер кладки составляет 3—6 яиц, более распространены кладки в 3 или 4 яйца. Яйца восточной совки имеют эллипсоидную форму, размер яйца около 30 мм в продольной оси и около 26 мм в поперечной. Масса яйца при откладке — 13—14 г. Цвет яиц — белый, немного блестящий.
Совки откладывают, как правило, одну кладку за сезон, но если кладка погибает в начале насиживания, то самка может отложить новую кладку. Сидит на яйцах только самка, а самец во время насиживания обитает в постоянном укрытом месте вне дупла. По ночам самец охотится, обеспечивая самку продовольствием. Средняя продолжительность инкубации — 19—20 дней. Максимальный зарегистрированный срок — 23 дня (согласно другому источнику продолжительность инкубации составляет 24—25 дней). Птенцы вылупляются на протяжении 4—5 дней.

### Птенцы
В первые дни после появления потомства самка продолжает непрерывно сидеть в дупле, обогревая и кормя птенцов, и лишь изредка выбирается наружу. Самец на этом этапе продолжает в одиночку обеспечивать всё семейство. Начало первой недели жизни птенцы проводят, лёжа на брюхе на дне дупла, а к концу недели они уже могут сидеть на пятках и немного передвигаться. В возрасте двух недель птенцы меняют оперение на мезоптиль. Днём они спят в дупле, а ночью начинают выглядывать из дупла наружу. На этом этапе самка уже не помещается в дупле, и поэтому сидит рядом с ним, охраняя птенцов и продолжая кормить их тем, что приносит самец. Птенцы довольно быстро увеличивают массу тела, достигая в возрасте 17 дней около 75 г, в возрасте 34 дней — около 85 г, а в возрасте 44 дней — около 90 г. Постепенно самка начинает участвовать в добыче пропитания. Оба родителя ловят добычу в радиусе 150 м от дупла, приносят её в когтях к дуплу, где перекладывают в клюв и передают птенцам. Кормление имеет два выраженных пика активности. В первой половине ночи добываются в основном бабочки, а затем, в районе полуночи, наблюдается спад активности. Активность возобновляется в предрассветные часы, когда основной добычей служат пауки. В течение одной ночи родители могут возвращаться к дуплу с добычей более 120 раз. Большинство птенцов покидают дупло в возрасте около 25 дней, более слабые остаются ещё несколько дней. В ночь перед вылетом птенцов наблюдается максимальная активность родителей (до 52 возвращений к дуплу в час). Покинув дупло, птенцы более не возвращаются в него, но ещё несколько дней остаются на родительском дереве, причём родители продолжают в этот промежуток времени их кормить. Упавшие с дерева совята способны самостоятельно влезть по стволу вверх. Через неделю после вылета из дупла птенцы начинают перелетать на соседние деревья и постепенно отдаляются от родительского дерева. Совята в возрасте двух с половиной — трёх месяцев, как правило, уже совершенно самостоятельны.

## Восточная совка и человек

### Хозяйственное значение
В свете немногочисленности данного вида говорить о его хозяйственном значении затруднительно. Уничтожение различных вредителей (насекомых и грызунов) делает желательным пребывание восточной совки на территории садов, парков и лесных питомников. Этот вид легко адаптируется к гнездованию в искусственных дуплах и, таким образом, может быть привлечён на нужную территорию.

### Неблагоприятные факторы и охрана
В числе неблагоприятных для вида факторов МСОП называет использование таких поллютантов как противопожарные добавки. В некоторых частях ареала восточной совки, например в Китае, этот вид является объектом охоты и торговли. Урон, причинённый охотой в этих местах, усугубляется разрушением среды обитания совок из-за развития сельского хозяйства. Кроме того, эти птицы иногда становятся жертвами ДТП. Естественная смертность птенцов предположительно составляет 25—35 %. В свете широкого ареала вида и его численности, восточная совка получила классификацию вида, вызывающего наименьшие опасения, и не является охраняемым видом. Вместе с тем этот вид числится в приложении II конвенции CITES, что означает необходимость строгого контроля за торговлей его представителями.

## Классификация
Международный союз орнитологов выделяет 9 подвидов, различающихся, в том числе, ареалом:
- Otus sunia distans Friedmann & Deignan, 1939 — Мьянма, север и восток Таиланда, остальной Индокитай
- Otus sunia japonicus Temminck & Schlegel, 1845 — Япония
- Otus sunia leggei Ticehurst, 1923 — Шри-Ланка
- Otus sunia malayanus (Hay, 1845) — север Китая
- Otus sunia modestus (Walden, 1874) — Андаманские острова
- Otus sunia nicobaricus (Hume, 1876) — Никобарские острова
- Otus sunia rufipennis (Sharpe, 1875) — север Индии
- Otus sunia stictonotus (Sharpe, 1875) — юго-восток Сибири, северо-восток Китая и Корейский полуостров
- Otus sunia sunia (Hodgson, 1836) — север Пакистана, север Индии, Непал и Бангладеш